# شرف الدين عمارة
شرف الدين عمارة (11 فبراير 1965 بالونزة، ولاية تبسة) محام ورجل أعمال ورئيس الاتحادية الجزائرية لكرة القدم في الفترة ما بين 15 أبريل 2021 إلى 31 مارس 2022.